# Гарпер (Айова)
Гарпер (англ. Harper) — місто (англ. city) в США, в окрузі Кіокак штату Айова. Населення — 118 осіб (2020).

## Географія
Гарпер розташований за координатами 41°21′49″ пн. ш. 92°3′3″ зх. д. / 41.36361° пн. ш. 92.05083° зх. д. (41.363671, -92.050951).  За даними Бюро перепису населення США в 2010 році місто мало площу 0,23 км², уся площа — суходіл.

## Демографія
Згідно з переписом 2010 року, у місті мешкало 114 осіб у 49 домогосподарствах у складі 28 родин. Густота населення становила 495 осіб/км².  Було 56 помешкань (243/км²).
Расовий склад населення:
| - 94,7 % — білих - 0,9 % — корінних американців - 1,8 % — осіб інших рас |

До двох чи більше рас належало 2,6 %. Частка іспаномовних становила 5,3 % від усіх жителів.
За віковим діапазоном населення розподілялося таким чином: 26,3 % — особи молодші 18 років, 57,0 % — особи у віці 18—64 років, 16,7 % — особи у віці 65 років та старші. Медіана віку мешканця становила 31,5 року. На 100 осіб жіночої статі у місті припадало 93,2 чоловіків;  на 100 жінок у віці від 18 років та старших — 100,0 чоловіків також старших 18 років.
Середній дохід на одне домашнє господарство  становив 60 243 долари США (медіана — 55 625), а середній дохід на одну сім'ю — 71 667 доларів (медіана — 63 750). За межею бідності перебувало 5,4 % осіб, у тому числі 7,4 % дітей у віці до 18 років та 0,0 % осіб у віці 65 років та старших.
Цивільне працевлаштоване населення становило 61 осіб. Основні галузі зайнятості: освіта, охорона здоров'я та соціальна допомога — 27,9 %, роздрібна торгівля — 13,1 %, виробництво — 13,1 %.